# اسلام آوردن ایرانیان
به اسلام روی آوردن ایرانیان یا گرایش ایرانیان به اسلام، فرآیندی پیچیده و تدریجی_تاریخی بوده است که چند صد سال به طول انجامید و از ناحیه‌ای به ناحیه ی دیگر تفاوت داشته و انگیزه و نیروی محرک آن در موارد گوناگون متفاوت بوده‌است. فرایند اسلامی‌سازی ایرانیان از دورهٔ محمد بن عبدالله در سرزمین حجاز شروع شد.(ایرانیان بسیاری در یمن از زمان فتح این سرزمین به دست خسرو انوشیروان ساکن بودند) در زمان حمله مسلمانان به ایران، اولین روی‌آورندگان به اسلام، سربازان ایرانی و سران محلی بودند که به گفتهٔ التون دانیل این گرایش، تنها اسمی بوده و برای حفظ جایگاه در حکومت جدید انجام شده‌است.
تصرّف ایران، به‌طور مستقیم منجر به تغییر دین نشد بلکه دو و نیم قرن طول کشید تا بیشتر ایرانیان مسلمان شوند. کشتار مردم عادی و آتش‌زدن آتشکده‌ها و اماکن مقدس و کشتن موبدان از اقدامات انجام‌شده برای «گسترش دین» بود؛ امویان مالیات‌های غیرقابل‌ پرداختی را برای ایرانیان تعیین می‌کردند و این همراه با سوزاندن کتاب‌های ایرانی بود. عمر بن خطاب، دومین خلیفه، معتقد بود که قرآن کتاب مقدسی است که لازم نیست کتابی به غیر از آن وجود داشته‌ باشد و هرکسی که در خوارزم به خوارزمی سخن می‌گفت را می‌کشتند. آن‌ها زبان عربی را تنها زبان رسمی برای حکومت خود انتخاب کردند و این به شکلی بود که اگر کسی سرپیچی می‌کرد، کشته می‌شد. به گفته همایون کاتوزیان، حکومت در ابتدا‌ از گرفتن مالیات جزیه برای افزون شدن نوکیشان مسلمان بهره می‌گرفت که این گروه از مالیات دادن معاف بودند و این خودِ غیرمسلمانان بودند که به تدریج به مزایای اقتصادی و امنیتی اسلام پی بردند. نهایتاً اسلام در جریان یک روند طولانی به دین غالب در فلات ایران تبدیل گشت. با این حال ایرانیان، برخلاف سایر مردم تحت فرمان مسلمانان، توانستند از عربی‌سازی اجتناب کرده و بخش‌های مهمی از فرهنگ خود را حفظ نمایند.
ریچارد بولیت، اسلام‌شناس آمریکایی می‌گوید: در پایان دوران اموی (نیمه‌های سده هشتم و حدود ۱۵۰ سال پس از ظهور اسلام) تعداد مسلمانان امپراتوری اسلامی، از ده درصد فراتر نمی‌رفت اما با ظهور عباسیان در میانهٔ سده نهم (۱۰۰ سال پس از ظهور دولت عباسی)، این عدد از چهل درصد فراتر رفت و حتی در پایان سدهٔ یازدهم میلادی، چیزی حدود هشتاد درصد از مردم سرزمین‌های خلافت، مسلمان بودند.
دولت‌هایی مانند سامانی - با اینکه کَماکان از زبان عربی و دین اسلام پشتیبانی می‌کردند - در زنده‌کردن زبان پارسی نقش بسیار مهمی را ایفا کردند. سامانیان با ترکیب فرهنگ ایرانی با عناصر اسلامی، فرهنگ تازه‌ای را به وجود آوردند که رفته‌رفته بر مردم ایران چیره شد.

## تاریخچه اسلام آوردن ایرانیان

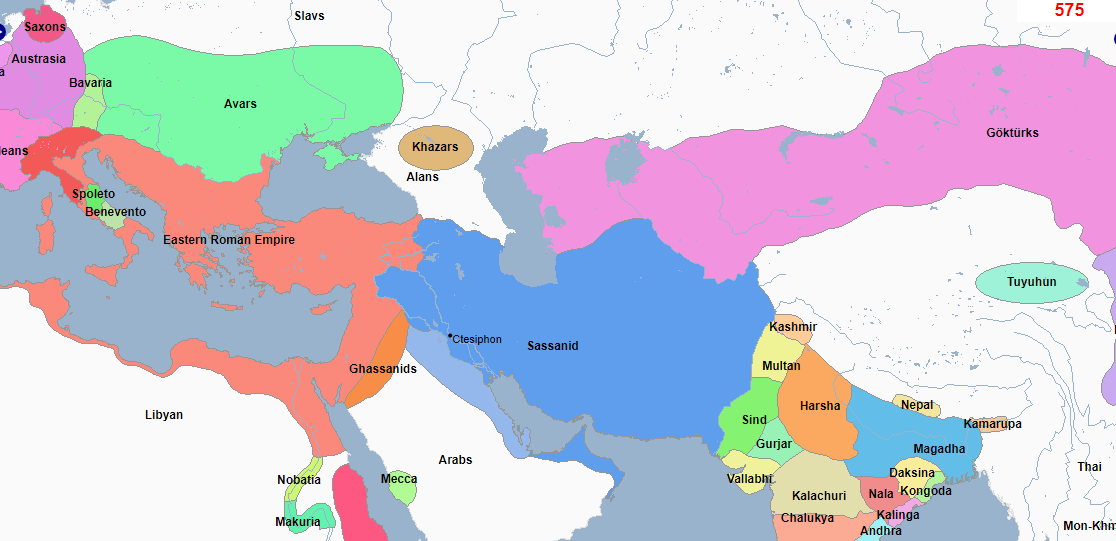
نقشه شاهنشاهی ساسانی ایران و همسایگانش در سال ۵۷۵ میلادی - در شرق: قبایل شبه‌قاره هند و مردم تبتی - در شمال: خاقانات گوک‌ترک و خزرها و آوارهای اوراسیایی (موقعیت مکانی هون‌ها) - در غرب: امپراتوری بیزانس و پادشاهی غسانیان - در جنوب: لخمیان و مکه

### در زمان محمد بن عبدالله

#### اولین ایرانیان پیرو اسلام
براساس کتاب های تاریخ اسلامی، امة الفارسیة (زاده اصفهان) اولین زن ایرانی است که اسلام آورد. گفته شده است که وی سلمان فارسی را در مکه بسوی پیامبر اسلام راهنمایی کرد. عبداللّه بن عباس از قول سلمان آورده: «چون بر عزیمت به یثرب (مدینه) مصمم شدم در آنجا زنی اصفهانی را دیدم که در وصول به یثرب و دولت دریافت سعادت اسلام بر من سبقت گرفته بود و او مرا به سوی آن حضرت راهنمایی کرد. برخی نیز اولین ملاقات سلمان با «امة الفارسیه» را در مکه ذکر کرده‌اند.»

#### توضیحات مربوطه
تعداد بسیار اندکی از یاران محمد، پایه‌گذار اسلام، ایرانی‌تبار بوده‌اند که در میانشان سلمان فارسی مشهور است. وی پسر یکی از دهقانان ایران بود. وی نخست پس از خارج شدن از دین زرتشتی، برای برگزیدن دین خود به سفر رفت؛ در نوجوانی به مسیحیت گروید و در سفر، در سرزمین عربستان به بردگی درآمد و سپس با کمک محمد آزاد شد. در مدینه مسلمان شد و محمد برای تجلیل، او را از خود (اهل بیت) خواند و به «سلمان محمدی» شهرت یافت. سلمان فارسی که خرَد و دانش ایرانیان و مسیحیان را می‌دانست، از مشاوران محمد، از جمله، طراح اصلی کندن خندق در جنگ خندق بود. وی در سال‌های پایانی زندگی‌اش در زمان خلیفه دوم، عمر، استاندار (والی) مدائن شد. از اقداماتِ سلمان برای آشنایی ایرانیان با اسلام، را ترجمه سوره فاتحه به زبان فارسی بود، که به درخواست جمعی از ایرانیان انجام شد.
مطابق با منابع تاریخ‌نگاری مسلمانان، پس از انعقاد صلح حدیبیه، محمد از سال ۶ و ۷ هجری نامه‌هایی را به سران حکومت‌های همسایه، همچون: هراکلیتوس، امپراتور بیزانس، نجاشی شاه حبشه، خسرو پرویز شاه ساسانی و چند تن دیگر فرستاد و آن‌ها را به دین اسلام دعوت کرد؛ اما همگی این دعوت را رد کردند. به نوشته تاریخ طبری متن نامه بدین شرح است:
بنام خداوند بخشنده مهربان.
از محمد، فرستادهٔ خدا، به خسرو، بزرگِ فارس. درود بر آن کسی که حقیقت را بجوید و هدایت را پیرو باشد و به خداوند و رسولش ایمان آورد و گواهی دهد که جز الله معبودی نیست و شریک ندارد و یگانه است، و گواهی دهد که محمّد بنده و فرستاده اوست. من تو را به سوی خدا می‌خوانم. فرستاده خدا برای همگان هستم تا آنان را بیم دهم و حجت را بر کافران تمام کنم. اسلام بیاور تا در امان باشی و اگر از اسلام روی‌گردان شوی، گناه مردم مجوس بر گردن تو است.
طبق گزارش تاریخ نگاران مسلمان این نامه را توسط عبدالله بن خدافه سهمی قریشی برای خسرو پرویز فرستاده شد و خسرو پرویز آن را پاره کرد. در روایاتی که در منابع اسلامی وجود دارد این داستان نقل شده که خسرو به باذان، حاکم ایرانی یمن، دستور داد که دو نفر از سرداران خود را نزد محمد فرستاده و از او بخواهد که از دعوت خویش منصرف شود. محمد به هر یک از آن دو مأمور هدیه‌ای بخشید و خبر کشته شدن خسروپرویز و به تخت نشستن شیرویه را به آنان داد و گفت به باذان بگویید که به دین اسلام درآید تا او را بر قلمرو حکومتش ابقا کنم. پس از بازگشت مأموران، باذان منتظر نامه شیرویه ماند و چندی بعد که صدق خبر برایش مسلّم شد، مسلمان شد. باذان از آن پس، از دربار ساسانی قطع علاقه کرد و خبر مسلمان شدنش را به مدینه نوشت و به فرمان محمد به حکومت یمن ابقا شد.

### در زمان خلافت راشدین
حملهٔ اعراب به ایران یا اشغال ایران به دست مسلمانان، از سال ۶۳۳ میلادی و در دوره خلافت ابوبکر شروع شد و در دوره خلافت عمر به اوج رسید و در دوره عثمان به سقوط کامل دولت ساسانی در سال ۶۵۱ میلادی (مطابق با سال ۳۰ هجری قمری) و نیز کشته شدن یزدگرد سوم، آخرین شاه ساسانیان، انجامید. این حملات باعث افزودن ایران به قلمرو خلافت راشدین شد. فتح ایران سرآغاز فرایند تدریجی گرویدن ایرانیان به اسلام بود که چند قرن طول کشید. پذیرش اسلام در دوره فتوحات توسط بخش یا تمامی یک شهر آن‌چنان‌که در قزوین گزارش شده بسیار نایاب است.
در هنگام فتح، مسلمانان به مرزبانان یا حاکمان محلی، چند گزینه ارائه می‌کردند: یا مسلمان شوند و جز امّت اسلامی محسوب گردند، یا فرمانروایی مسلمانان را بپذیرند و با پرداخت جزیه، آزاد بمانند و بر دین خود باقی بمانند، یا اینکه به عنوان آخرین گزینه، مقاومت کنند و بجنگند که در آن صورت، خطر کشته شدن یا به بردگی گرفته شدن آن‌ها وجود داشت. اعراب معمولاً در امور داخلی مردمان محلی - که مالیات خود را می‌پرداختند - دخالت نمی‌کردند.
به زرتشتیان، مسیحیان و یهودیان، اهل ذمه گفته شده و به آن‌ها این امکان داده می‌شد که به اسلام بگروند یا دین خود را حفظ کرده و جزیه بپردازند. مارک کوئن می‌نویسد که محافظت از اهل ذمه (زرتشتیان، مسیحیان و یهودیان) وظیفه‌ای دینی بوده و احادیث خیلی زیادی در این باره وجود دارد که یک نمونه معمولی آن، جملاتی است که به عمر در هنگام مرگ نسبت داده شده که به جانشینش گفته که به پیمان‌های با اهل کتاب، وفادار بوده، مالیات بیش از توان آن‌ها از آن‌ها نگیرد و با کسانی که به آن‌ها حمله می‌کند بجنگد.
دو سیاست اصلی در این دوره این بود:
1. بادیه‌نشینان از آسیب رساندن به جامعه کشاورزی بازداشته شوند.
2. حاکمان مسلمان با رؤسا و نامداران نواحی فتح‌شده همکاری کنند و مردمان محلی تا جای ممکن پریشان نشوند.

به همین دلیل، مسلمانان نخستین، تلاشی برای گرواندن ایرانیان به اسلام نکرده‌اند (به گفته لاپداس در زمان فتح، اعراب، اسلام را دینی عربی و برای خودشان در نظر می‌گرفتند) و علاقه‌ای به برهم زدن نظم اجتماعی و اداری نداشتند؛ اما با گذشت زمان، آن‌ها کنترل خود را بر شهرها بیشتر کردند.

### در زمان امویان
پس از کشته شدن علی در مسجد کوفه و صلح حسن و معاویه، خلافت معاویه بن ابوسفیان آغاز می‌گردد. به نوشته عبدالحسین زرین کوب، حکومت امویان را چیزی به جز ارتجاع و بازگشت به فرهنگ عرب پیش از اسلام نمی‌توان نامید؛ زیرا به جز دورهٔ کوتاه خلافت عمر بن عبدالعزیز تمامی خلفای این سلسله، خشونت و تنفر نسبت به موالی و غیر عرب‌ها را پیشه خویش کرده بودند؛ امویان اعتقاد داشتند که فقط کسی که خون خالص عربی در رگ و ریشه‌اش است سزاوار فرمانروایی بر خلق است و سایر نژادها برای خدمت به اعراب و انجام کارهای پست آفریده شده‌اند.
امویان تلاش کردند تا زبان عربی را بر مردمِ زیر فرمانشان تحمیل کنند؛ به عنوان مثال: حجاج ابن یوسف - که از استفاده از زبان فارسی در دیوان‌های اداری راضی نبود - دستور داد که این زبان با عربی جایگزین شود، اتفاقی که معمولاً به راحتی انجام نمی‌پذیرفت و در بیشتر مواقع با خشونت روی می‌داد. خشونت‌های انجام‌شده توسط امویان بر ضد فرهنگ ایرانی، در آثار ابوریحان بیرونی و ابو الفرج اصفهانی گزارش شده است. بیرونی حتی در گزارش فراموش شدن زبان خوارزمی می‌گوید که سپاه عرب، همه کسانی را که می‌توانستند به خوارزمی صحبت کنند کشتند به حدی که تنها کسانی که خواندن و نوشتن بلد نبودند باقی ماندند.
در برخی منابع تاریخی، این سیاست‌های خشونت‌آمیز بر ضد ایرانیان تا پیش از ظهور بنی‌عباس، بسیار دیده می‌شود؛ به عنوان مثال، فرستاده خلیفه در اصفهان تک‌تک موالیانی را که موفق به پرداخت مالیات خود نشده بودند سر برید، یا بنا به گزارش منابع تاریخی مانند «الکامل» (نوشته ابن اثیر)، سعید بن عاص در سال ۶۵۱ (در جریان فتح گرگان توسط مسلمانان در دوره خلفای راشدین) تمام مردم شهر تمیشه را کشت به جز یک نفر.
بار تسلط عرب، کم‌کم بر ایرانیان، سنگین‌تر می‌شد و منظور دینی اعراب با اغراض شخصی و حکومت قوم غالب بر مغلوب، و تحقیر مردم غیر عرب و استفاده از نتیجه زحمت تابعان تبدیل می‌گشت؛ در این دوران، مردم سه دسته بودند:
1. دسته‌ای که به دلخواه و با ایمان واقعی، به دین اسلام گرویده بودند که غالباً از طرفداران خاندان علی ابن ابی طالب بودند. این دسته، از اجرا نشدن احکام و تعالیم دین ناخشنود بودند.[۴۲]
2. دسته‌ای دیگر به سبب فرار از جزیه و خراج و نیز به‌دست‌آوردن اعتبار و آسایش، خود را مسلمان نشان می‌دادند و در واقع نه به دین پیشین بودند و نه به دین تازه؛ این دسته، بِدان گونه که می‌خواستند با ایشان معامله نمی‌شد؛ عرب با آنان با سروری و بزرگی رفتاری می‌کرد و از امتیازات اجتماعی - آن طور که خود بهره‌مند می‌شدند - به آنان نصیب نمی‌دادند و این امر، باعث نارضایتی‌شان می‌شد.[۴۲]
3. گروهی دیگر نیز به دین نیاکان خود، معتقد مانده بودند. این دسته، پیوسته منتظر فرصت برای رهایی از حکومت غالبان (اعراب مسلمان) بودند.[۴۳]

### دوره بنی عباس: از آغاز تا عهد متوکل
پس از تسریع اسلامی‌سازی در این دوره، پذیرش اسلام در میان جمعیت شهرنشین نسبت به جمعیت روستانشین و دهقانان با سرعت بیشتری انجام می‌شد و در سده نهم میلادی بود که مسلمانان در ایران به اکثریت تبدیل شدند. عباسیان برای تشویق زمین داران به اسلام آوردن، به آنان وعده زمین‌های بیشتر می‌دادند؛ در سال ۹۳۰، قانونی از سوی حکومت بنی‌عباس تصویب شد که تنها شرط تبدیل شدن شخص به امیر یا فرمانروا، مسلمان‌بودن بود.
مسعودی، یک تاریخ‌نگار عرب اهل بغداد، در سال ۹۵۶ میلادی در گزارشی می‌نویسد:
زرتشتیان، برای مدتی، کماکان در ایران حضور پررنگی داشتند. نه فقط در سرزمین‌هایی که فتح اسلامی آنان نسبت به سایر مناطق دیرتر رخ داده بود (مانند طبرستان)، بلکه در سرزمین‌هایی که در همان ابتدا تحت فرمان مسلمانان درآمدند. در تمام ولایت‌ها، مجوسان [زرتشتیان] آتشکده‌های خود را داشتند، از جمله عراق، فارس، کرمان، سیستان، خراسان، طبرستان، جبال، آذربایجان و اران.— مسعودی
گزارش المسعودی با نوشته‌های تاریخ‌دانان این عصر - که از وجود آتشکده در شهرهای ایرانی خبر داده‌اند - تأیید می‌شود.

## عوامل گرایش ایرانیان به اسلام
بیشتر ایرانیان در زمان حمله اعراب مسلمان، هیچ آشنایی با زبان عربی نداشتند و نمی‌دانستند که در قرآن چه نوشته شده است و محمد دقیقاً چه می‌گوید و اسلام چه آداب و مراسمی دارد؛ از این رو عمدتاً یا در دفاع از شهر در مقابل اعراب، کشته شدند یا پس از اشغال شهر، کشته شدند یا به دادن جزیه با حفظ دین خود تن دادند. به گفته التون دانیل، اولین تلاش منظم برای ترویج گسترده اسلام در میان ایرانیان در زمان امویان بود؛ در آن دوره، قتیبه بن مسلم در ماوراءالنهر با تخریب مکان‌های مذهبی محلی، ساختن مسجد [به جای آن‌ها] و مجبور کردن مردم، سعی در گرواندن مردم به اسلام داشت که حرکتی ناموفق بود؛ زیرا پس از خروج ارتش عرب، ساکنان شهر از اسلام بازمی‌گشتند؛ البته عموم مورخان معتقد هستند که به‌صورت کلی استفاده از زور در ترویج اسلام در قرون اولیه اسلامی، بسیار کم بوده است و مواردی نظیر رفتار قتیبه بن مسلم، خاص بودند. اعراب به ایرانیان، تضمین حفاظت و پیروی آزاد از دینشان را می‌دادند؛ اما در مواردی پراکنده، استفاده از زور، مانند تخریب آتشکده‌ها و به دار آویختن موبدان رخ داده است. بسته به مورد، انگیزه‌های گرایش به اسلام، اقتصادی، اجتماعی و نیز شخصی و روحانی بوده است. مسلمانان در مقایسه با زرتشتیان، مالیات کمتری می‌پرداختند و این انگیزه‌ای برای گرویدن به اسلام بود. (به گفته زرین کوب:
زرتشتیان جزیه ای که به اسلامیان می‌پرداختند به مراتب سبکتر و راحت تر از مالیات سرانه‌ای بود که پیش از آن به حکومت خویش، ساسانیان می‌دادند.»)
اعراب مسلمان مهاجرت‌کرده به ایران در گرواندن ایرانیان به اسلام نقش مهمی داشتند؛ برای مثال، جمعیت کوچکی از اعراب - که در اطراف قم ساکن شده بودند و در این شهر، تبلیغ می‌کردند - آن ناحیه را به یک پایگاه شیعه تبدیل کردند.
به گفته عبدالحسین زرین‌کوب، فتح اسلامی با جنگ حاصل شد؛ اما نشر اسلام در بین مردم کشورهای فتح‌شده به زور جنگ نبود، خاصه در جاهایی که مردم از نظر اسلام اهل کتاب بودند یا در ردیف آن. یهود، نصارا، مجوس و صائبین … با وجود محدودیتی که اهل ذمه در دارالسلام داشتند، اسلام، آزادی و آسایش آن‌ها را تا حد ممکن تأمین می‌کرد و به ندرت ممکن بود بدون نقض عهدی مورد تعقیب باشند.» وی به فرهنگ ایرانی به عنوان عنصری زنده، پویا و سرشار از کارامدی، آگاهی و انسانیت می‌نگرد؛ فرهنگی که در دوره باستان، دوره اسلامی و عصر حاضر یکی از مهم‌ترین عوامل هویت‌بخش و استمراردهنده ایرانی‌بودن قلمداد می‌شود که اشاعه آن در میان اقوام و ملل دیگر به فرهنگ جهانی کمک کرد. وی در همین باره می‌گوید: آنچه ارزنده‌ترین میراث انسانیت است، در بسیاری از جنبه‌های همین فرهنگ پرمایه‌ای که هدیه این قوم و دیار است مایه دارد و من نمی‌توانم تصور کنم دنیای هست و آنچه فرهنگ ایران خوانده می‌شود در آنجا حضورش محسوس نیست؛ این فرهنگ در پی تاریخ درفش پیکار حیاتی آفرینشگران خویش بوده است و آفریننده این فرهنگ، همواره در هر جا بوده است و در هر اوضاع و احوالی سرکرده است؛ هویت خود را در سایه آن، حفظ کرده و آنجا که هر سلاحی بی اثر بوده است فرهنگ وی بقا، و دوام وی را تضمین کرده است.
به گفته برنارد لوئیس دلیل افول دین زرتشتی این بود که روحانیت زرتشتی از نزدیک با ساختار قدرت در ایران باستان در ارتباط بودند؛ از دست دادن این پایگاه و نداشتن دوستانی در خارج از ایران و همچنین نداشتن مهارت‌های خیلی قوی بقا همانند یهودیان باعث دلسردی و کاهش تعداد آن‌ها شد. زرتشتیان پس از این نقش کم‌رنگی در احیای فرهنگی یا سیاسی ایران بازی کردند.
به گفته آمورتی، اینکه اعراب، دین خود را بر ایرانیان تحمیل نکردند و به آن‌ها آزادی عمل دادند، ویژگی دموکراتیکی است؛ اما این را نباید فراموش کرد که اعراب با دادن مشوق‌های اقتصادی و حقوقی مشخص، به نتیجه مورد نظرشان رسیدند.
- به گفته سید حسین نصر، به وجود آمدن تعداد زیاد محققان ایرانی بزرگ مسلمان، نشان از تحول درونی، و نه زور و فشار اجتماعی است؛ زیرا با فشار نمی‌توان مشارکت خلاقانه و برجسته را انتظار داشت.[۵۲]

به گفته التون دنیل، از عوامل مهم دیگر گرویدن ایرانیان به اسلام، نقش صوفیان بوده است. گزارش‌های زیادی از تحول درونی افراد هنگام روبه‌رو شدن با صوفیان و متعاقب آن، گرویدن آن‌ها به اسلام وجود دارد.
برخی از مورخان گفته‌اند که تا ۴–۳ قرن، مردم برخی از مناطق ایران هنوز مسلمان نشده بودند؛ از جمله، مردم فارس تا قرن چهارم، زرتشتی بودند. مردم گیلان و دیلمستان نیز بر آئین قبلی خویش بودند تا اینکه پس از دو قرن توسط شخصی به نام ناصر اطروش زیدی مسلمان شدند. البته مناطقی مانند قزوین اسلام را به سرعت پذیرفتند؛ با این حال، آن‌ها به دلیل آشنا نبودن با زبان عربی و بدون اینکه از اسلام چیزی بدانند اظهار مسلمانی می‌کردند. اغلب موارد نیز مناطقی بودند که با اسلام آوردن کدخدایان و صاحبان اراضی و اشراف، رعایا و دیگر مردم نیز مسلمان می‌شدند. تمایل اشراف و صاحبان اراضی نیز به خاطر این بود که هر کس مسلمان می‌شد امتیازاتی داشت؛ از جمله، تملّک او بر اراضی و اموالش باقی می‌ماند و از پرداخت جزیه معاف می‌شد.
منابعی نیز اعلام کرده‌اند که اعراب از راه اِعمال فشار و در یک روند طولانی اسلامی‌سازی - که با شکنجهٔ زرتشتیان همراه بود - اسلام را در ایران گسترش دادند. ویران کردن کتاب‌خانه‌ها، مجازات مالیاتی برای پیروان ادیان دیگر، از بین‌بردن منابع دین زرتشت و نیز تغییر زبان فارسی به عربی، از اقدامات سخت‌گیرانهٔ عرب‌های اسلام‌گرا در دورهٔ حکمرانی‌شان بود.
دربارهٔ چگونگی اسلام آوردن ایرانیان، دیدگاه‌های گوناگونی وجود دارد؛ علی میرفطروس بر این باور است که اسلام در کشورهای اشغال‌شده، خصوصاً ایران، اساساً با خشونت و قتل‌عامهای گسترده و ایجاد رعب و وحشت و فشارهای اقتصادی (مثل خراج و جزیه) مستقر گردید.
برخی از قبایل عربیِ امپراتوری ساسانی، پس از حمله عرب‌های مسلمان، اسلام را پذیرفتند؛ ولی بیشتر نواحی، نه؛
اما (بنا به نقل از تاریخ طبری، کامل ابن‌اثیر، فتوح البلدان بلاذری و اخبار الطوال دینوری) عوامل (ضعف و تباهی امپراتوری ساسانی) باعث پیشواز رفتن ایرانیان از عرب‌های مسلمان نشد؛ بلکه در بیشتر شهرها، پایداری و مقاومت ایرانیان، بی‌رحمانه سرکوب شد به ویژه در سقوط مدائن و جنگ جلولا-که در آن، صد هزار (۱۰۰٫۰۰۰) تن ایرانی کشته شدند و زنان و کودکان اسیر شدند.
پس از حملهٔ عرب‌های (اسلام‌گرا) به ایران، «برخی» از ایرانیان، با قبول دین اسلام، از عواطف انسانی، دور شدند.
ادوراد براون خاورشناس انگلیسی می‌گوید: «چه بسا تصور کنند که جنگجویان اسلام، اقوام و ممالک مفتوحه را در انتخاب یکی از دو راه مخیر می‌ساختند: اول، قرآن، و دوم، شمشیر؛ ولی این تصور، صحیح نیست؛ زیرا گبر و ترسا (مسیحی) و یهود اجازه داشتند آیین خود را نگاه دارند و فقط مجبور به دادن جزیه بودند، و این ترتیب، کاملاً عادلانه بود؛ زیرا اتباع غیرمسلمان از شرکت در غزوات و دادن خمس و زکات - که بر امت پیامبر فرض (واجب) بود - معافی بودند.»
سیل موج انسانی که در پی اشغال مدائن و جنگ نهاوند در تمام ایران‌شهر و اندک‌مدت شهرها و جاده‌ها را در همه جا از این فاتحان پر ساخت، تدریجاً بر حس بیگانه دشمنی غالب آمد و واقع نگری ناشی از شعور تجربی چشمِ طبقاتِ در طی قرن‌ها محروم مانده را به افق تازه‌ای - که به روی آن‌ها گشوده می‌شد - باز کرد.
ایرانیانی که پس از حمله عرب‌های اسلام‌گرا به ایران، اظهار مسلمانی کردند، چهار دسته بودند:
1. کسانی که به سرعت اسلام را پذیرفتند؛ اما نسبت به معارف اسلامی (به دلیل ندانستن زبان عربی) شناختی نداشتند. این گروه اندک بودند.
2. کسانی که به دلیل تبعیت از اشراف و بزرگان منطقه، مسلمان شدند.
3. کسانی که از ترس کشته‌نشدن، مسلمان شدند.
4. کسانی که به دلیل ناتوانایی در پرداخت جزیه‌های سنگین، مسلمان شدند؛ بنابراین، اکثر تازه‌مسلمانان ایرانی، اسلام ظاهری داشتند و در طی چند قرن پس از حمله عرب‌های اسلام‌گرا به ایران، با معارف اسلام آشنا شدند و ایمان آوردند. آنان هم که اسلام را نپذیرفتند، یا مقاومت کردند و کشته شدند یا مانند بیشتر مناطق، از جمله، مردم آذربایجان، بانقیا، باروسما، حیره، بهقباد اسفل، و اوسط، انبار، ساباط، رومیه، مهرود، اهواز، ایذه، شوش، جندی‌شاپور، رامهرمز و اصفهان… با پرداخت جزیه به آیین پیشین خود، باقی‌ماندند.[۶۷]